# 金城成美
金城 成美（きんじょう なるみ、1994年（平成6年）11月22日 - ）は、日本の女優、童謡歌手、タレント、YouTuber。本名同じ。主な愛称は、なる、なるまる、きんちゃん、なるぽん。 東京ヤクルトスワローズのファン。

## 略歴
1999年頃から広告モデルなどの活動を始める。
2003年、小学館『ちゃお』の「ニーナをさがせ!!モデルオーディション」への参加がきっかけでアミューズにスカウトされ、子役としての活動を開始する。また、同時期に子役活動と並行し、歌やダンスのレッスンも行っていた。
2011年、ドラマのオーディションがきっかけでジョリーロジャーに移籍。女優としていくつかの映像作品に出演する他、中高生ユニットのアイドルグループ『ステーション♪』のメンバーに抜擢され、アイドルとしての活動を開始。初代リーダーを務めた。その後、2012年12月30日に同グループを卒業。
2013年、エイベックスのアイドル部門にあたるiDOL Streetに移籍。iDOL Street所属のアイドルグループ「TOKYO TORiTSU これで委員会」のメンバーとして活動し、委員長（リーダー）を務めた。その後、2015年3月末をもって同グループを卒業。
2016年、講談社がUUUMと共同運営するYouTubeチャンネル「ボンボンTV」のレギュラー出演者に抜擢され、YouTuberデビューを果たす。2月14日には、講談社の本館講堂で開催された「ボンボン学園祭 みんなでバレンタイン！チョコッとバースデー」に出演した。
2017年1月28日・29日、U-FESファイナルツアーにて実施された撮影会および握手会に参加する。
2018年1月18日、自身の出演する「ボンボンTV」がチャンネル登録者数100万人を突破し、3月24日には都内で100万人突破記念イベントが開催された。 2月3日、自身も歌唱で参加しているボンボンTVのテーマソング『ボンボンドリーム』が公開される。3月21日には「関西コレクション2018」に出演した。

## 人物・エピソード

### 家族
家族構成は、両親と弟1人。両親は沖縄県出身。

### 性格・趣味・特技・交友関係
- 相方のいっちーとは、ドラマのオーディションの控え室で知り合う。
- 「幼い頃から大学生くらいまで人見知りだった」と本人が公言している。ちなみに、今ではほぼ克服している。
- 趣味は、野球観戦、ダンス、歌、舞台鑑賞、写真、くつした集め。舞台鑑賞の中でもミュージカルを観るのが趣味。
- ダンスが得意な反面、それ以外の運動は全般苦手。
- 特技は、ブリッジしながらギターを弾くこと。
- 一人称は基本的に「私」｢なる｣、幼いころから東京ヤクルトスワローズの大ファン。特に宮本慎也のファン。現役選手では川端慎吾のファンである。将来の夢は神宮球場で始球式をすること。（なお、加藤一華との「いちなるTV」に投稿された動画で、彼女の誕生日ドッキリとして宮本からケーキをプレゼントされた。）
- 好きなアーティストは、いきものがかり、GEM
- Stella☆Beatsの米満梨湖、Ange☆Reveの吉橋亜理砂、ランク王国MCの加藤里保菜、SUPER☆GiRLSの浅川梨奈等と親交がある。
- 鼻歌を歌うのが好き。
- 好きな漫画は「ダイヤのA」。好きなアニメは「ドカベン」、「ダイヤのA」。
- イメージカラーは「ピンク・紫・ゴールド・赤」。

## 出演
役名の太字は主演作品。

### テレビ
- 『いこうよどうぶつのもり』(2006年、日テレ)
- 『ニッポン！いじるZ』(2013年、TBS) - 紹介
- 『スッキリ!!』(2013年、日テレ) -  紹介
- 『コピンクス!』 (2014年、静岡朝日テレビ) - レギュラーレポーター
  - ディズニー映画「エンダーのゲーム」- レポート（2014年1月7日）[7]
  - 映画「ウルフ・オブ・ウォールストリート」レポート&インタビュー(2014年2月4日)[8]
  - ディズニー映画「ベイマックス」レポート&インタビュー（2014年12月16日)[9]
- 『コスコスプレプレ』 (2014年8月29日、フジテレビONE) - ONE PIECEスペシャル in お台場新大陸2014
- 『ムジカ・ピッコリーノ ウィンタースペシャル』  (2015年、NHK教育)
- 『おはスタ』 （2020年7月22日 - テレビ東京）-  ゲスト出演
- 『ミュークルドリーミー みっくす！』 (2021年4月11日 - テレビ東京)  -  OP/ED主題歌、実写パート出演

### ラジオ番組
- 『劇団ひとりの劇団サンバカーニバル』（2013年10月 - 2014年3月、エフエム富士）- レギュラーアシスタント 毎週土曜20時

### 動画配信
- 『TOこ員!放送委員会』(2014年10月6日 - 2015年3月30日、 SHOWROOM )
- 『ボンボンTV』（講談社）
  - 「キャッチ対決」 - なるまるとしてUFOキャッチャーで対決していく番組[10]
  - 「ボンボン学園・演劇部」 - なる 役
  - 「こんちわハム子」 - しゃべるアテレコ・コミック パン子の声優を担当
  - 「ボンボンニュース」 - これから流行る・話題になる情報を届けるキャスターとして担当
  - 「いちなる」 - 大量の動画コンテンツ
- 『ボンボンアカデミー』(旧キッズボンボン)　（2015年 - 、講談社）
- 『いちなるといっしょ! ボンボンアカデミー』（旧いちなるTV）　（2019年11月 - 、講談社）

### テレビドラマ
- 『不機嫌なジーン』月9ドラマ (2005年、フジテレビ)  -  最終回 幼少期の少女役
- 『女王の教室SP エピソード2 悪魔降臨』 (2006年、日テレ) -  具志堅成美役
- ドラマW『誘拐』 (2009年、WOWOW) - 葛原和葉役
- 『Q10』第6話 (2010年、日テレ)  -  女子生徒役
- 『見てはいけないTV』もっとあなたの知らない世界「見知らぬ女の子」(2011年、BS日テレ)  -  木下絵美 役
- 『ラズベリーガール・ラズベリーボーイ』 (2013年、TOKYO MXテレビ)

### 舞台
- 萬屋錦之助一座「ざ☆よろきん」第三回本公演『高松心中〜坊主と花魁の四十九日〜』 (2013年7月10日 - 15日、シアターグリーンBOX) - メモリー 役
- Smile Earth Project Vol.8『ラズベリーガール』 (2013年9月19日 - 23日、中野 ザ・ポケット) - 福富 幸 役
- Flying Trip第8回公演『グッバイ・ジョーカー』 (2014年4月4日 - 9日、あうるすぽっと) - あかね 役
- Reset Limit
  - 第3回公演『ニコラ』（2014年6月25日 - 29日、シアター風姿花伝） - ニコラ 役
  - 第4回公演『デルージョン!プリズナー!』（2014年9月20日、ウッディーシアター中目黒） - ゲスト出演
  - 第8回公演『mixed blessing!』 (2015年6月26日 - 7月5日、参宮橋トランスミッション) - リア 役
  - 第10回公演『Saturation story』（2017年4月1日、参宮橋トランスミッション） - ゲスト出演
- ONEDAYSTAGE『最高の食卓』 (2015年9月16 - 20日、下落合TACCAS) - 五十嵐かれん 役
- M's企画『皆殺しの旋律が聞こえる』（2015年10月20 - 21日、渋谷ラッシュ） -  伶奈 役

### 映画
- 『ぼくのおばあちゃん』[11] （2008年、キノシタマネージメント） - 子役出演
- 『ソフテン!』（2014年、第6回沖縄国際映画祭』出展作品）[12] - 山田 役

### CM
- 『任天堂 マリオパーティ7』 (2005年12月)
- 『オリックスレンタカー 夏レン』（2006年7月）
- 『YouTuberマガジン』講談社 全国CM （2016年4月17日 - 放送）

### ビデオ・DVD
- DVD『学校の都市伝説 トイレの花子さん』(2007年) - 池田花子役
- DVD『もっとあなたの知らない世界 〜亡霊編〜』「見知らぬ女の子」- 木下絵美役 （2012年11月4日）
- DVD『2ちゃんねるの呪い6』「心霊は何故写真に写るのか」(2012年)  -  主演
- DVD『絶叫』「12年後・・・」 (2013年) - 主演

### その他の出演
- 『教育用 薬物乱用防止VP』（警視庁）（2010年） -  出演・加藤一華、矢野みのり、金城成美

### 新聞
- 夕刊フジ 鉄ドルユニット「ステーション♪」- 金城成美 （2012年2月23日）

### その他の出演
- 『ピュアピュア』 (2003年、辰巳出版)
- 『au 家族割引』(2005年) スチール
- 『ステーション♪』を参照
- 『iDOL Street』を参照
- 『ヤングガンガン』 (2013年、スクウェア・エニックス)  -  グラビア
- 『アイドルジャムZ』 - プリンセスと緋竜の王冠 (2014年、GREE)  - 金城成美

### モデル
- 『ちゃお』 (2003年、小学館)
- 『小学三年生』(2005年、小学館)
- 『シナモンがいっぱい！シナモン公式ファンブック』(2005年、小学館)
- 『デジタル写真活用術・整理・加工から復旧までのテクニック』 (2010年) - 表紙モデル

## 作品
- 自身が書いたマスコットキャラクター「きんたろう」（2012年）